# Скворел Маунтин Вали (Калифорнија)
Скворел Маунтин Вали (енгл. Squirrel Mountain Valley) насељено је место без административног статуса у америчкој савезној држави Калифорнија.

## Демографија
По попису из 2010. године број становника је 547, што је 49 (9,8%) становника више него 2000. године.
| Група             | 2000.       | 2010.       |
| Белци             | 445 (89,4%) | 502 (91,8%) |
| Афроамериканци    | 2 (0,4%)    | 2 (0,4%)    |
| Азијати           | 0 (0,0%)    | 1 (0,2%)    |
| Хиспаноамериканци | 27 (5,4%)   | 22 (4,0%)   |
| Укупно            | 498         | 547         |